# David Seymour (polityk)
David Breen Seymour (ur. 24 czerwca 1983 w Palmerston North) – nowozelandzki polityk, przewodniczący partii ACT New Zealand, deputowany do Izby Reprezentantów Nowej Zelandii.

## Życiorys

### Młodość i aktywność zawodowa
Wychowywał się w Palmerston North wraz z dwójką braci jako syn farmaceutki (matka Seymoura ma korzenie maoryskie) i inżyniera budownictwa.
Jako nastolatek przeniósł się do Auckland, gdzie uczęszczał do liceum Auckland Grammar School. Po zakończeniu nauki w szkole średniej podjął studia na Uniwersytecie w Auckland, gdzie ukończył dwa kierunki, zdobywając licencjat z inżynierii elektrotechnicznej i z filozofii. Po zakończeniu studiów, Seymour na okres pięciu lat wyemigrował do Kanady, gdzie pracował dla Frontier Centre for Public Policy oraz dla Manning Centre.

### Pierwsze kroki w polityce
W czasie studiów Seymour aktywnie angażował się w działalność stowarzyszenia „ACT on Campuss” (obecnie Young ACT) stanowiącego nieformalną młodzieżówkę dla nowozelandzkiej partii ACT New Zealand, formacji o charakterze libertariańskim. Seymour z biegiem czasu został liderem młodzieżówki co otworzyło dla niego drogę do kariery politycznej.
W nowozelandzkich wyborach parlamentarnych w 2005 r. ACT wystawiło Seymoura jako swojego kandydata w jednomandatowym okręgu Mount Albert, z którego kandydowała również ówczesna premier Nowej Zelandii Helen Clark z Nowozelandzkiej Partii Pracy, zdobył 651 głosów. Po raz drugi startował w wyborach parlamentarnych w 2011 r. z okręgu Auckland Central, gdzie przegrał z parlamentarzystką Nikki Kaye z Nowozelandzkiej Partii Narodowej, zdobywając 149 głosów. Po drugich nieudanych wyborach David pracował w charakterze doradcy dla posła z jego partii Jhona Banksa, który uzyskał mandat poselski i współtworzył rząd Johna Keya, zajmując stanowisko wiceministra edukacji. Wówczas Seymour, był jedną z osób odpowiedzialnych za sporządzenie projektu ustawy dotyczącego prywatyzacji szkolnictwa, będącej jednym z postulatów ACT, który za sprawą poparcia Partii Narodowej wszedł w życie.

### Rozwinięcie kariery politycznej
W lutym 2014 r. wraz z rezygnacją Jhon Banksa ze stanowiska poselskiego, partia zaczęła poszukiwania kandydata, który mógłby zastąpić Banksa w kandydowaniu z okręgu jednomandatowego w Epsom. Okręg ten, jest uważany za niezwykle ważny dla partii ACT. W tamtym czasie ta formacja polityczna notowała marginalna poparcie w skali kraju niepozwalające na przekroczenie 5% progu wyborczego, w celu wzięcia udziału w podziale mandatów z puli proporcjonalnej. Natomiast jednomandatowy okręg w Epsom, w którym kandydaci partii znacząco wygrywali nad pozostałymi kandydatami od wielu lat była jedyną szansą na zachowanie przez ugrupowanie reprezentacji parlamentarnej.
Na konwencie partii Seymour, postrzegany wcześniej jako szeregowy działacz został wybrany na kandydata z okręgu Epsom, gdyż zdaniem władz partii ACT oznaczał się dużą charyzmą i elokwencją. W wyborach partyjnych na kandydata pokonał nawet vice lidera partii Jhona Boscowena, który był uważany za prawą rękę ówczesnego prezesa Jamiego White’a. Wobec czego elekcja poselska Seymoura była właściwie pewna.
Wybór Seymoura na kandydata ACT spotkał się z dużym odzewem ze stronny mediów. Opinia publiczna widziała w nim „świeżą twarz partii”. Seymour, wstawił filmik kampanijny na Youtube który w krótkim czasie zyskał 35 tys. wyświetleń i stała się jednym z najbardziej rozpoznawalnych video w kampanii wyborczej.
Kiedy ogłoszono wyniki wyborów okazało się, że Seymour pokonał wszystkich rywali w tym posła Paula Goldsmitha nad którym miał 10% przewagę a sam zyskał ponad 40% wszystkich głosów w okręgu. Zapewniając tym samym obecność ACT w parlamencie na kolejne trzy lata. Partia zdobyła w wyborach łącznie niewiele ponad 0,5% głosów w skali kraju w puli głosów proporcjonalnych co nie pozwoliło na przydział dodatkowych mandatów. Formacja nie wygrała także miejsca w żadnym innym okręgu jednomandatowym. Co czyniło Seymoura jedynym posłem ACT w nowej kadencji.

### Przywództwo partii
Wybór Seymoura na posła i jednoczesna porażka ówczesnego przewodniczącego partii Jaymiego White’a, który startował z pierwszego miejsca list partii sprawiła, że polityk postanowił zrezygnować ze swojej funkcji. Zorganizowano wybory wewnątrz partyjne na przewodniczącego w których wygrał Seymour (zapewne głównie z racji na bycie jedynym parlamentarzystą). Prezydencja Seymoura w partii jest postrzegania przez politologów jako nowy okres w historii formacji. Pod przewodnictwem Seymoura partia odeszła od swoich konserwatywno libertariańskich założeń zmierzając w kierunku klasycznego liberalizmu i libertarianizmu, porzucając dotychczasową agendę konserwatywną.

### Działalność parlamentarzysty
Stał się aktywnym parlamentarzystą – udzielał się w wielu komisjach i znany jest z kontrowersyjnych wypowiedzi.
Po wyborach w 2014 r., zaczął współtworząc rząd z prawicową Nowozelandzką Partią Narodową i podobnie jak Banks otrzymał w nim stanowisko wiceministra edukacji, gdzie ostatecznie sfinalizował ustawę o prywatyzacji szkół nad którą wcześniej pracował. Był także członkiem wielu innych komisji sejmowych, w tym komisji ds. osób LGBT czy obecnie działa w składzie komisji parlamentarnej do spraw koronawirusa.
W wyborach w 2017 r. uzyskał reelekcję (również z okręgu Epsom jako jedyny parlamentarzysta). W trakcie drugiej kadencji uzyskał jeszcze większy rozgłos inicjując kilka projektów legislacyjnych traktujących o różnych kwestiach światopoglądowe. M.in. w 2015 r. złożył projekt ustawy legalizujący eutanazję (co było postrzegane jako wyraz libertariańskich poglądów Seymoura.) Projekt został przegłosowany w 2019 r., a w 2020 r. zatwierdzony przez obywateli w referendum. Tym samym, w październiku 2021 Nowa Zelandia stała się, siódmym w kolejność państwem świata, które zalegalizowało eutanazję.
W głosowaniu w 2020 r., udzielił poparcia projektowi legalizującemu aborcję na życzenie. Jednak, był krytyczny do zapisu w ustawie mówiącym „o bezpiecznych strefach” mieszących się przy szpitalach czy klinikach, w obrębie których demonstracje antyaborcyjne miały zostać zabronione. Jednak, Seymour na komisji dotyczącej tego projektu zdołał przekonać członków posłów aby usunąć ten zapis, który jego zdaniem „godzi w wolność ekspresji i wyrażania poglądów”.
W 2019 wyraził sprzeciw wobec proponowanej przez Partię zielonych ustawy dekarbonizacyjnej zakładającej redukcję stosowania węgla do zera. Jednak ostatecznie nie wziął głosowaniu sejmowym będąc tym samym jedynym posłem który nie poparł ustawy, przy 119 głosach za. W kwestii tej Seymour przyjął najbardziej radykalne stanowisko w sejmie, gdyż prawicowa partia Narodowa zadeklarowała, że po dojściu do władzy jedynie znowelizuje ten akt w kierunku mniej radykalnych rozwiązań natomiast Partia ACT, jak i Seymour optuje za jej całkowitym usunięciem.
W tym samym roku sprzeciwił się nowej ustawie o kontroli broni, która została zaproponowana przez rząd Partii Pracy po zamachu terrorystycznym w Christchurch. Seymour w trzecim czytaniu projektu był jedynym posłem który zagłosował przeciw ustawie twierdząc, że jest procedowana zbyt szybko a ograniczanie dostępu do broni godzi w prawa obywatelskie.
W wyborach w 2020 działania Seymoura okraszone antypandemiczną retoryką, prezentowane znacznie bardziej zdecydowanego stanowiska od Partii Narodowej w kwestii sprzeciwu ustawie o mowie nienawiści czy powrotu do liberalnego prawa do posiadania broni oraz radykalnej obniżki podatków przyczyniły się do, najlepszego wyniku ACT New Zealand w historii. Seymour po raz kolejny zyskał elekcję z okręgu Epsom i wprowadził 9 innych posłów swego ugrupowania z list partyjnych.

## Poglądy
Jest zwolennikiem legalności aborcji, eutanazji, liberalizacji dostępu do broni, zliberalizowania prawa narkotykowego. Opowiada się za bardziej restrykcyjnym prawem karnym. Jest przeciwnikiem wprowadzenia prawa penalizującego mowę nienawiści, gdyż uważa ten termin za zbyt niejednoznaczny i szeroki a potencjalne ustawy sankcjonujące te kwestie dla zagrożenie wolności słowa. W 2020 roku wdał się w utarczkę słowną z posłanką zielonych, którą przez popieranie proponowanych rozwiązań odnośnie do wprowadzenia ustawy o mowie nienawiść porównał do Hitlera czy Mao Zhedonga.
W 2019 r. udzielił poparcia dla prodemokratycznych protestów w Hongkongu, próbując nakłonić parlament do zdecydowanych działań w tej kwestii. Wraz z innymi posłami swej partii, a w 2020 r. starał się zwrócić uwagę rządu na ludobójstwo Ujgurów w Chinach, starając się przekonać premier Jacindę Ardern do jednoznacznego potępienia praktyk chińskiego rządu. W konflikcie palestyńsko-izraelskim opowiada się po stronie Izraela.

## Życie prywatne
W związku z byciem jednym z najbardziej rozpoznawalnych nowozelandzkich polityków wziął udział w siódmej edycji nowozelandzkiego „Dancing with the Stars”.